# آنتونی ژسلن
آنتونی ژسلن (فرانسوی: Anthony Geslin‎؛ زادهٔ ۹ ژوئن ۱۹۸۰) دوچرخه‌سوار اهل فرانسه است.
از باشگاه‌هایی که در آن رکاب زده‌است می‌توان به تیم دوچرخه‌سواری دیرکت انرژی و تیم دوچرخه‌سواری اف‌دی‌جی اشاره کرد.
وی در مسابقات کشوری و بین‌المللی در مجموع برندهٔ ۱ مدال برنز شده‌است.